# Ventouris Sea Lines
Die Ventouris Sea Lines war eine griechische Reederei, die 1978 gegründet wurde und mehrere Fährschiffe betrieb. 2014 stellte die Reederei wegen finanzieller Schwierigkeiten den Fährbetrieb ein. Sie gehörte zu der noch immer im Fährbetrieb aktiven Reederei Ventouris Ferries.

## Geschichte
Die Ventouris Sea Lines wurde 1978 in Piräus gegründet. Das erste Schiff der Reederei war die Captain Constantinos, die 1960 als Koningin Wilhelmina in Dienst gestellt worden war. In den folgenden Jahren vergrößerte die Ventouris Sea Lines ihre Flotte mit weiteren gebrauchten Fährschiffen.
1995 musste Ventouris Insolvenz anmelden und mehrere seiner Schiffe verkaufen, konnte jedoch nach fast zehnjähriger Pause 2004 wieder den Fährbetrieb aufnehmen. In den letzten Betriebsjahren der Reederei bestand die Flotte nur noch aus einem einzigen Schiff, der 1972 als Hengist in Dienst gestellten Agios Georgios, die bereits von 1993 bis 1995 als Apollo Express 2 für Ventouris im Einsatz stand. Nachdem das Schiff wegen nicht bezahlter Löhne von der Besatzung festgehalten wurde, beendete die in finanzielle Schwierigkeiten geratene Ventouris Sea Lines den Fährbetrieb. Ein Versuch das Schiff 2015 unter dem neuen Namen Panagia Tinou wieder in Fahrt zu bringen scheiterte. Die Panagia Tinou sank im April 2016 im Hafen von Piräus.
Die Ventouris Sea Lines gehörte zur ebenfalls 1978 gegründeten Reederei Ventouris Ferries, die bis heute im Fährbetrieb aktiv sind.

## Schiffe
| Jahr        | Name                 | Tonnage   | Bauwerft                                       | Status/Schicksal |
| ----------- | -------------------- | --------- | ---------------------------------------------- | --- |
| 1978 (1960) | Captain Constantinos | 6.228 BRT | N.V. Scheepswerf & Machinefabriek, Hardinxveld | ehemals Koningin Wilhelmina; 1981 Panagia Tinou, 1990 Artemis, 1995 aufgelegt, 1996 verkauft, 2009 in Alang verschrottet                                                         |
| 1980 (1962) | Kimolos              | 3.880 BRT | IHC Holland, Schiedam                          | ehemals Free Enterprise; 1993 Ergina, 1995 Ventouris, 1995 Methodia II, 1995 aufgelegt, 1997 verkauft, 2013 in Aliağa verschrottet                                               |
| 1983 (1965) | Georgios Express     | 3.208 BRT | Cockerill Yards Hoboken, Antwerpen             | ehemals Roi Baudoin; 1995 aufgelegt, 2000 verkauft, 2009 in Aliağa verschrottet                                                                                                  |
| 1987 (1973) | Apollon Express      | 5.590 BRT | Arsenal de la Marine National Francaise, Brest | ehemals Senlac; 1993 Apollo Express 1, 1995 aufgelegt, 1996 verkauft, 2010 in Aliağa verschrottet                                                                                |
| 1990 (1961) | Sifnos Express       | 3.333 BRT | N.V. Boelwerf S.A, Temse                       | ehemals Prins Philippe; 1995 aufgelegt, 1996 verkauft, 2011 in Aliağa verschrottet                                                                                               |
| 1993 (1973) | Panagia Tinou 2      | 5.643 BRT | Ailsa Shipbuilding Company, Troon              | ehemals Cerdic Ferry; 1995 verkauft, 2007 in Aliağa verschrottet |
| 1993 (1972) | Apollo Express 2     | 5.596 BRT | Arsenal de la Marine National Francaise, Brest | ehemals Hengist; 1995 aufgelegt, 1996 verkauft, 2004 als Agios Georgios zurückgekauft, 2014 aufgelegt, 2015 Panagia Tinou, 2016 in Piräus gekentert, 2017 in Aliağa verschrottet |
| 2011 (1977) | Express Pegasus      | 4.810 BRT | Cantieri Navale Luigi Orlando, Livorno         | ehemals Espresso Venezia; 2011 von Anen Lines gechartert, 2022 in Aliağa verschrottet                                                                                            |